# Store Lenangstind
Store Lenangstind es una montaña ubicada en el municipio de Lyngen en Troms, Noruega. Es parte de los alpes de Lyngen y es la cuarta en cuanto a prominencia en el país. Está a 15 km al noroeste de Lyngseidet y al oeste del Lyngenfjorden. El glaciar Strupbreen se extiende por el lado sureste.
Su ascenso implica cruzar glaciares, escalada en nieve y deslizamientos de rocas. Por ello sólo es recomendable para escaladores experimentados.